# Sokolove, Verhnodniprovsk
Sokolove (în ucraineană Соколове) este un sat în comuna Dmîtrivka din raionul Verhnodniprovsk, regiunea Dnipropetrovsk, Ucraina.

## Demografie
Componența lingvistică a localității Sokolove
     Ucraineană (100%)
Conform recensământului din 2001, toată populația localității Sokolove era vorbitoare de ucraineană (100%).